# Müllerbadsiedlung

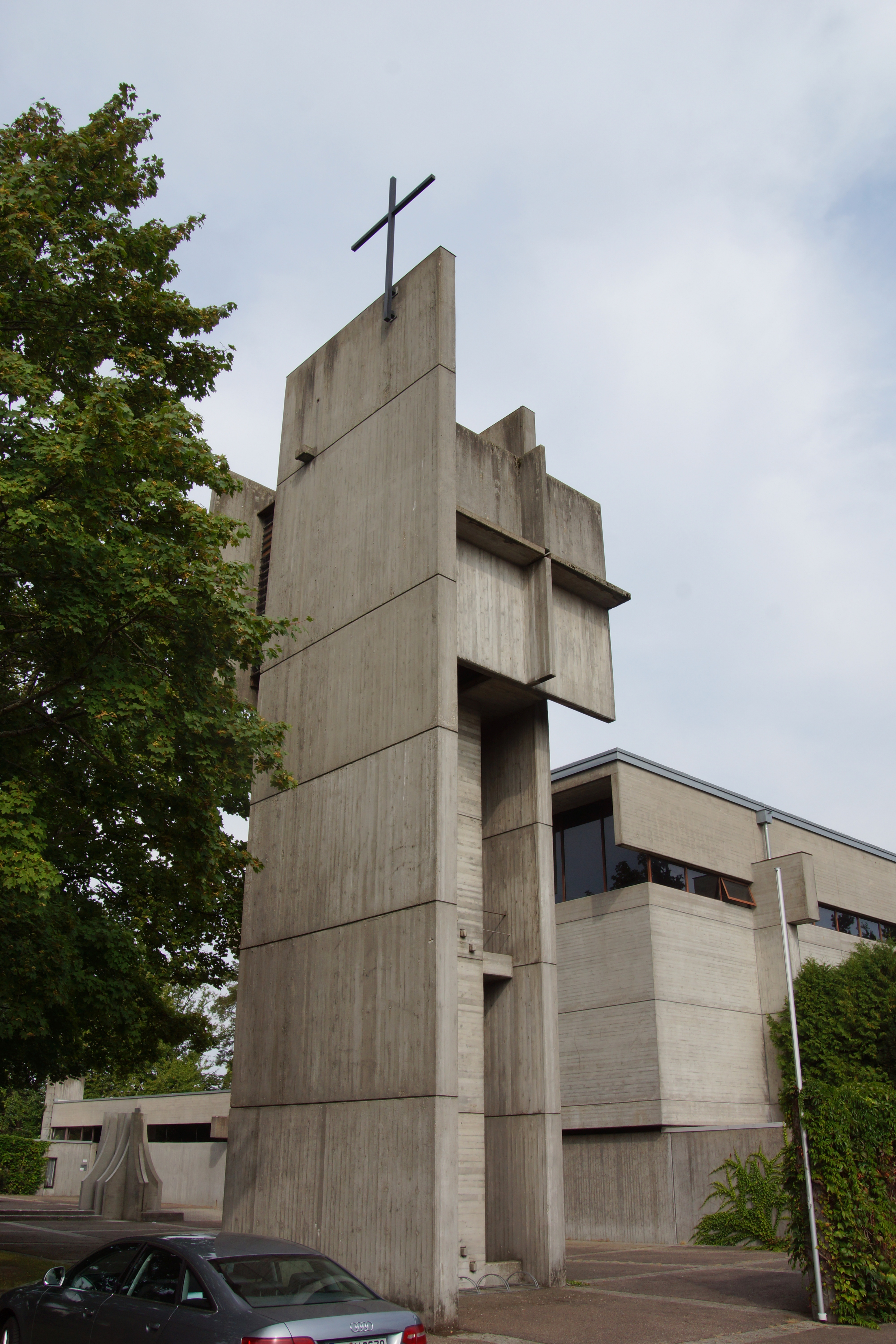
St. Peter, Glockenturm

Die Müllerbadsiedlung ist eine Wohnsiedlung im Nordosten der oberbayerischen Stadt Ingolstadt. Sie liegt zwischen der Trasse der stillgelegten Bahnstrecke Ingolstadt–Riedenburg im Westen und der Trasse der Werksbahn zur Raffinerie im Süden. Die Siedlung bildet den Unterbezirk 83 im Stadtbezirk VIII Oberhaunstadt. Seine Fläche beträgt 54,1 Hektar, die Einwohnerzahl liegt bei 1537 (Stand: 31. Dezember 2017).

## Geschichte
Der Bau der Siedlung begann 1960 auf der freien Fläche zwischen den Dörfern Oberhaunstadt und Unterhaunstadt. Dort befand sich ein kleines Gasthaus mit einem Weiher, der nach den Hausbesitzern „Müllerbad“ genannt wurde.

## Pfarrzentrum St. Peter

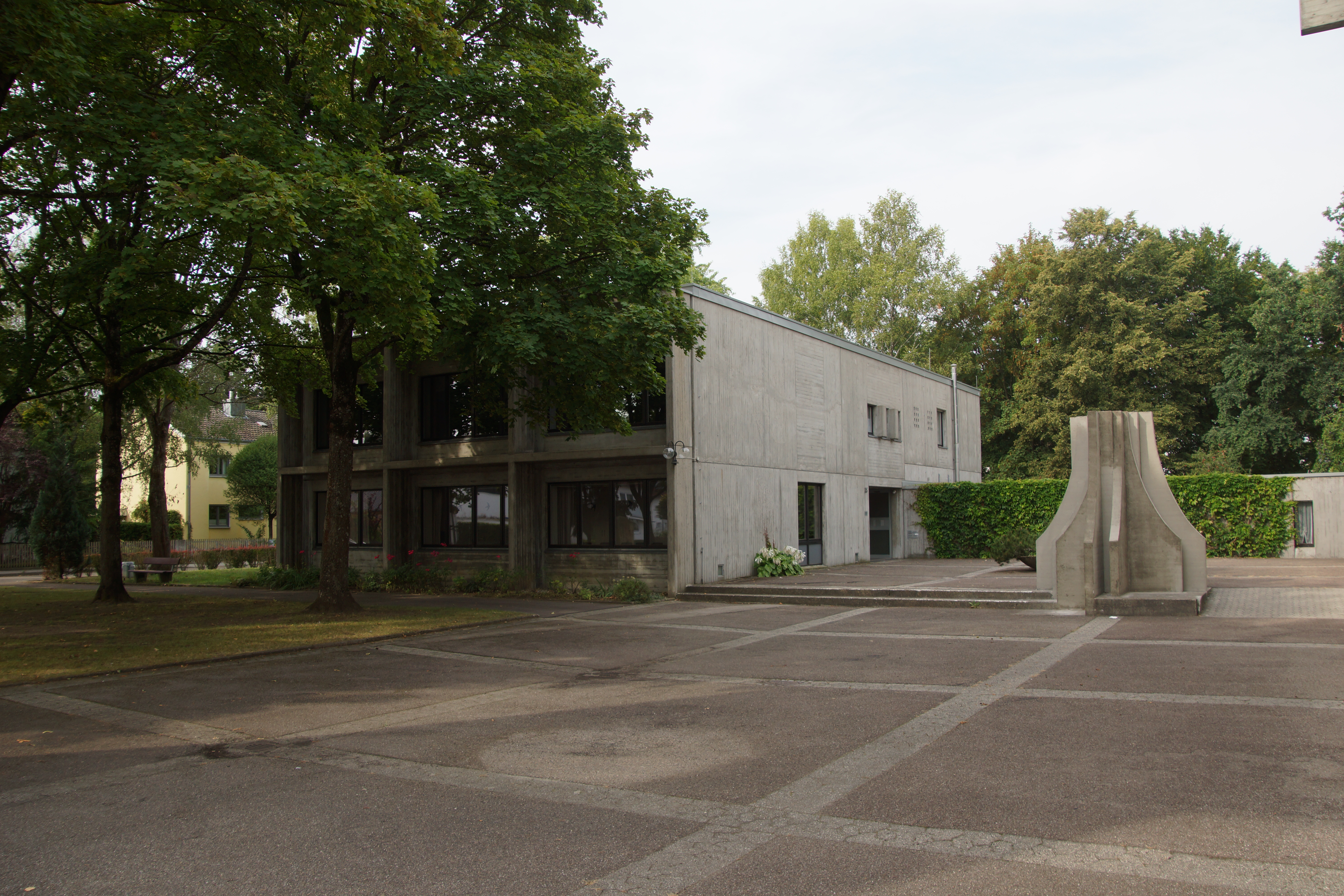
St. Peter, Außenansicht

Die Planung des Projektes für das Pfarrzentrum St. Peter lagen in den Händen von Architekt Josef Elfinger aus Ingolstadt. Der Grundstein wurde 1968 im Beisein von Domkapitular Wilhelm Reitzer gelegt. Am 21. Dezember 1969 wurde die Kirche durch Bischof Alois Brems geweiht.
Pius Eichlinger entwarf am Eingang der Kirche ein Betonrelief und den Kreuzweg im Innenraum der Kirche. Das Pfarrheim und der Pfarrhof wurde ebenfalls nach den Plänen von Josef Elfinger errichtet.

## Kindergarten
In der neu entstandenen Müllerbadsiedlung und Oberhaunstadt-Süd siedelten sich viele junge Familien an. Somit musste ein Kindergarten in der Siedlung errichtet werden. Mit der Planung wurde der Münchner Architekt Jakob Semler beauftragt. 1972 wurde der Kindergarten von Domkapitular Wilhelm Reitzer geweiht.

## Haus Dr. Vierling

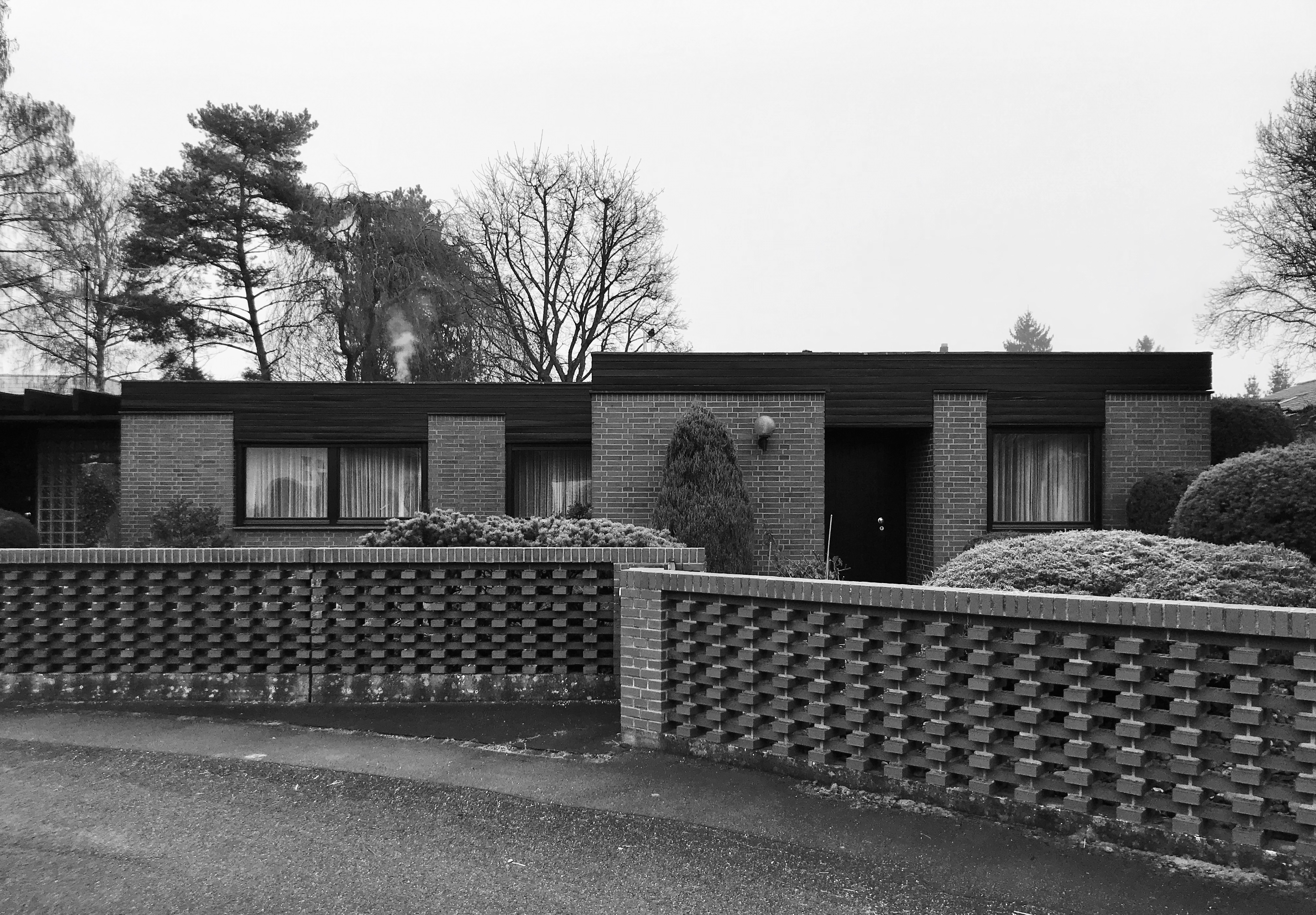
Haus Dr. Vierling

In den späten 1960er Jahren wurde das Haus Dr. Vierling vom örtlichen Architekten Helmut Stich für das Ehepaar Rudolf und Hilde Vierling errichtet. Ein Bungalow mit handwerklich gemauerten Gartenmauern, Pergolas und Vollziegel Außenwänden. Das Flachdachhaus platziert sich mit hohen Qualitäten auf dem verwinkelten Grundstück.